# 三巨頭 (葡萄牙)
葡萄牙三巨頭（Os Três Grandes），或稱葡萄牙三大豪門是指葡萄牙足球史上從未降級的三支頂級俱樂部，分別是位於葡萄牙北部城市波圖的波爾圖足球俱樂部及位於葡萄牙首都里斯本的里斯本與本菲卡體育和葡萄牙體育俱樂部。這三支球隊不僅在葡萄牙國內聯賽中長期占據主導地位，也在國際賽場上擁有輝煌的歷史，因此被視為葡萄牙足球的代表。由於其卓越的成績和廣泛的影響力，這三支球隊也擁有葡萄牙最多的球迷和會員。
三大豪門幾乎包攬所有葡萄牙足球錦標賽的冠軍，僅有兩次例外。這三支球隊通常佔據聯賽的前三名，並且從未從葡萄牙超級聯賽中降級，自1934-35年賽季首屆聯賽以來，他們一直是每屆聯賽的參與者。本菲卡的最低排名是2000-01年賽季的第6名，而波爾圖在1969-70年賽季的第9名是這三支球隊中最接近降級的成績。士砵亭的最低排名則是2012-13年賽季的第7名。本菲卡和波爾圖是葡萄牙唯二贏得歐洲冠軍的球隊，兩隊各贏得兩次冠軍。士砵亭最接近這一成就的時刻是在1983年，當時他們闖入四分之一決賽。

## 球迷支持與上座率
在「三大豪門」之外，僅有兩支球隊曾贏得葡萄牙聯賽冠軍：比蘭倫斯在1945-46賽季奪冠，而博維斯塔則在2000-01賽季奪冠。比蘭倫斯曾四次降級至第二級別聯賽，而博維斯塔則曾兩次跌入第三級別聯賽。
「三大豪門」在每季葡萄牙超級聯賽中的平均上座率始終位居前列，而其他球隊由於缺乏當地人口的支持，上座率普遍較低。唯一的例外是维多利亚体育俱乐部，其平均上座率高於聯賽平均水平。這種現象部分歸因於「三大豪門」對球迷市場的壟斷。葡萄牙媒體經常被指責未能平等對待聯賽中的其他俱樂部，這被認為是大多數葡萄牙人支持「三大豪門」而非本地球隊的原因之一。
儘管「三大豪門」的比賽上座率表現良好，但其他球隊的球場卻越來越空。在葡萄牙超級聯賽中，每年都有數支球隊的比賽中約有30%的場次觀眾人數少於2,000人，且三分之一的俱樂部平均上座率低於這一數字。這種情況反映了葡萄牙足球在基層支持上的嚴重問題，也凸顯了「三大豪門」對聯賽的支配地位。
儘管存在這些問題，葡萄牙超級聯賽的上座率在2010年代後半段有所回升。例如，2015-16和2016-17賽季的上座率分別增長了7%和9%。這主要得益於維多利亞體育俱樂部的阿方索·亨里克斯球場、查維斯的曼努埃爾·布蘭科·特謝拉市政球場（Municipal de Chaves）、馬里迪莫的巴雷羅斯球場（Estadio dos Barreiros）和博阿維斯塔的贝萨球场上座率的提升。此外士砵亭的阿爾瓦拉德球場在2011年至2018年間的平均上座率增加了超過15,000人。
此圖表中的數據來自EFS出席記錄及自2009/10年賽季起來自葡萄牙足球聯賽。

## 象徵與顏色
這三支球隊在象徵和顏色上各有特色。本菲卡的標誌性顏色是紅色，波爾圖是藍色，而葡萄牙體育則是綠色。這些顏色不僅代表了球隊的身份，也成為球迷文化的重要部分。此外，三支球隊的徽章中分別以鷹、龍和獅子作為象徵，這些動物形象也成為球隊的標誌性符號。

## 激烈競爭
這三支球隊之間的對決被稱為「經典大戰」（Clássicos），其競爭不僅限於足球場上，還延伸到其他運動項目。無論是職業還是業餘比賽，三支球隊之間的對抗都充滿激情和敵意。這種競爭不僅是體育層面的較量，更是球迷文化和地區身份的表達。

## 球迷文化與綽號
在這三支球隊的球迷文化中，出現了許多專屬的綽號和術語。本菲卡的球迷被稱為「本菲卡人」（benfiquistas）或「紅軍」（encarnados），但對手球迷則稱他們為「燈籠」（lampiões）。葡萄牙體育的球迷被稱為「獅子」（leões）或「蜥蜴」（lagartos），而波爾圖的球迷則被稱為「龍之隊」（dragões）或「三明治人」（andrades），後者特別指來自波爾圖市的球迷。

## 榮譽比較
榮譽成績截止於2025年4月
| 國際競賽           | 本菲卡 | 波爾圖 | 士砵亭 |
| ------------------ | ------ | ------ | ------ |
| 欧洲冠军联赛       | 2      | 2      | 0      |
| 欧足联欧洲联赛     | 0      | 2      | 0      |
| 歐洲超級盃         | —      | 1      | —      |
| 洲際盃             | 0      | 2      | —      |
| 欧洲优胜者杯       | 0      | 0      | 1      |
| 拉丁盃             | 1      | —      | 0      |
| 國內競賽           | 本菲卡 | 波爾圖 | 士砵亭 |
| 葡萄牙足球超级联赛 | 38     | 30     | 21     |
| 葡萄牙盃           | 26     | 20     | 17     |
| 葡萄牙冠軍賽       | 3      | 4      | 4      |
| 葡萄牙聯賽盃       | 8      | 1      | 4      |
| 葡萄牙超級盃       | 9      | 24     | 9      |
| 總數               | 87     | 86     | 56     |

## 曾效力三巨頭的足球員
曾效力於本菲卡、波爾圖和士砵亭的足球員共有八位。其中，只有尤里科·戈梅斯（Eurico Gomes）在這三家俱樂部都贏得過國內聯賽冠軍，每家俱樂部各兩次。此外尤里科也是唯一一位在效力這三大俱樂部期間未曾轉會至其他俱樂部的球員。
- 卡洛斯·阿利尼奧（英语：Carlos Alhinho）：效力於士砵亭 1972–75；波爾圖 1976；本菲卡 1976–77, 1978–81
- 尤里科·戈梅斯：效力於本菲卡 1975–79；士砵亭 1979–82；波爾圖 1982–87
- 羅梅烏·席爾瓦（英语：Romeu Silva）：效力於本菲卡 1975–77；波爾圖 1979–83；士砵亭 1983–86
- 保羅·富特雷: 1983–84年 士砵亭；1984–87年 波尔图；1993年 本菲卡
- 費爾南多·門德斯（英语：Fernando Mendes (footballer born 1966)）：士砵亭 1985–89；本菲卡 1989–91, 1992–93；波爾圖 1996–99
- 埃米利奧·佩謝（英语：Emílio Peixe）：士砵亭 1991–95, 1996–97；波爾圖 1997–2002；本菲卡 2002–03
- 德萊伊（英语：Derlei）：波爾圖 2002–05；本菲卡 2007（租借）；士砵亭 2007–09
- 马尼切：本菲卡 1995–96, 1999–2002；波爾圖 2002–05；士砵亭 2010–11
- 米格爾·洛佩斯: 本菲卡 2005–06；波爾圖 2009–10, 2012–13；士砵亭 2013, 2014–15

## 曾效力三巨頭的領隊
- 奧托·格洛里亞（英语：Otto Glória）：本菲卡 1954–59, 1968–70；士砵亭 1961, 1965–66；波尔图 1964–65
- 費爾南多·里埃拉（英语：Fernando Riera）：本菲卡 1962–63, 1966–68；波尔图 1972–73；士砵亭 1974–75
- 費爾南多·桑托斯: 波爾圖 1998–2001；士砵亭 2003–04；本菲卡 2006–07
- 熱蘇亞爾多·費雷拉（英语：Jesualdo Ferreira）：本菲卡 2001–03；波爾圖 2006–10，士砵亭 2013